# Les tomates tueuses mangent la France !
Série
Les Tomates tueuses contre-attaquent
(1990)
Pour plus de détails, voir Fiche technique et Distribution.
Les tomates tueuses mangent la France ! (Killer Tomatoes Eat France!) est un film américain réalisé par John De Bello, sorti en 1992.

## Synopsis
En France, alors que la guillotine est utilisée pour mettre à mort d'innocentes tomates, le professeur Mortimer Gangreen, responsable de la création des tomates tueuses, doit également être exécuté. Mais peu de temps avant l'exécution, son serviteur Igor et un groupe de tomates sanguinaires le libèrent. Depuis un château secret, il prépare une nouvelle attaque.

## Fiche technique
- Titre original : Killer Tomatoes Eat France!
- Titre français : Les tomates tueuses mangent la France !
- Réalisation : John De Bello
- Scénario : John De Bello, Costa Dillon et J. Stephen Peace
- Musique : Rick Patterson
- Photographie : Kevin Morrisey
- Montage : Beth Accomando
- Décors : Robert Brill
- Direction artistique : Debbie DeVilla
- Production : John De Bello et J. Stephen Peace
- Société de production : Four Square Productions
- Distribution :  New World Pictures
- Genre : Comédie horrifique et science-fiction
- Durée : 94 minutes
- Pays d'origine :  États-Unis
- Langue originale : anglais
- Format : Couleur - 1.33:1 - 35 mm
- Dates de sortie[1] :

 États-Unis : 18 novembre 1992

## Distribution
- Marc Price : Michael
- Angela Visser : Marie
- Steve Lundquist : Igor / Louis XVII (crédité Gerard Lundquist)
- John Astin : le Professeur Mortimer Gangreen
- Rick Rockwell : Ze Capitan
- Kevin West : l'ambianceur du concert
- Tom Katsis : un officiel de la prison
- Bill LaFleur : Le Warden
- John De Bello : le réalisateur